# ایجی تومیی
ایجی تومیی (انگلیسی: Eiji Tomii؛ زادهٔ ۷ اکتبر ۱۹۸۷) بازیکن فوتبال اهل ژاپن است.